# Bente Børsum
Bente Børsum, född 21 juni 1934 i Oslo, är en norsk skådespelerska, dotter till Lise Børsum.
Hon debuterade 1959 i titelrollen i Törnrosa som elev vid Nationaltheatret. Efter en period som frilansskådespelare har hon varit anställd vid Fjernsynsteatret 1972-1976, Rogaland Teater 1976-1979, och Oslo Nye Teater från 1979, med avbrott för en period som rektor vid Statens Teaterhøgskole 1989-1992.
I TV har Børsum spelat fru Bernik i Henrik Ibsens Samhällets stöttepelare och fru Linde i densammes Et dukkehjem, samt titelrollen i Racines Faidra; på teatern bland annat Kristina i August Strindbergs Påsk och Ellida i Ibsens Fruen fra Havet. På Oslo Nye har hon medverkat i bland annat Jean Anouilhs Colombe, Bjørnstjerne Bjørnsons Når den ny vin blomstrer och Wit av Margaret Edson. 2004 tog hon avsked med titelrollen i García Lorcas Bernarda Albas hus.
Børsum hade betydande filmroller i Jakten av Erich Løchen, Mors hus av Per Blom samt Reisen til Julestjernen av Ola Solum.